# Marcus Trebellius Maximus
Marcus Trebellius Maximus (fl: midden 1e eeuw) was een Romeins politicus, bestuurder en generaal. In de 63 n.Chr. werd hij als opvolger van Publius Petronius Turpilianus tot gouverneur van Britannia benoemd. 
Hij zette het beleid van consolidatie dat was ingezet door zijn directe voorganger voort en veroverde geen nieuwe territoria. Hij ging door met de romanisering van Britannia. Het na de opstand van Boudica vernietigde Camulodunum werd opnieuw opgebouwd. Onder zijn bewind nam de handelsstad Londinium in belang toe. 

## Voetnoten
1. ↑  Tacitus, Agricola 16